# HE (munición)
_HE_ (High Explosive o Explosivo de alta potencia) son las siglas del inglés High Explosive y se refiere a un proyectil de artillería cargado con un explosivo muy potente que generalmente estalla por impacto. A veces, también puede llevar temporizador o espoleta de retardo y algunos pocos en el Ejército de los Estados Unidos espoleta de radar de proximidad.
Resultan muy eficaces contra la infantería y objetivos no blindados, ya que tienen una gran área de impacto. Son ideales para acabar con la infantería en el interior de edificios, ya que no es necesario un impacto directo para alcanzar al objetivo. Por el mismo motivo es muy útil contra objetivos no blindados, ya que el proyectil estalla en el interior del habitáculo y alcanza a todos los tripulantes.